# Apobletes nirvana
Apobletes nirvana är en skalbaggsart som beskrevs av Lewis 1892. Apobletes nirvana ingår i släktet Apobletes och familjen stumpbaggar. Inga underarter finns listade i Catalogue of Life.